# Muraille de Chine (Saint-Étienne)
Pour les articles homonymes, voir Muraille de Chine.
La muraille de Chine est le surnom donné à un grand ensemble construit en 1965 et détruit en 2000, initialement situé au sud-est de la ville de Saint-Étienne, dans le quartier de Montchovet.

## Historique
De 1953 à 1971, le quartier de Beaulieu-Montchovet est classé en ZUP. À cet effet, de grands ensembles sont construits et la Muraille de Chine fait partie de l'un d'eux. Elle est typique des constructions de masse de cette époque, qui ont pour objectif de créer des nouveaux lieux de vie en périphérie des villes dans lesquelles le nombre de logements ne suffit plus à l'augmentation de population. Ces grands ensembles sont pensés pour offrir le confort du centre-ville, autant à l'intérieur des logements (eau courante par exemple) qu'à l'extérieur (commerces, écoles, parcs à proximité).
Adrien Spinetta, directeur de la construction au ministère de la Reconstruction et du Logement en visite dans le quartier au début des années 1950, donne une définition de ce que cette politique du logement doit donner :

« Dans cet ensemble baigné de lumière et où la liberté de vie reste entière, la densité d'occupation sera plus forte que dans certaines de nos villes, où le contour au sol des immeubles s'aligne sur les irrégularités de forme des îlots. Et cependant la famille y trouvera le cadre naturel le plus propice à son épanouissement. Tels sont les signes tangibles d'un humanisme moderne. Les 1262 logements de Beaulieu n'engendreront pas la monotonie. La variété des aspects et des volumes a été recherchée en fonction du site, du relief du terrain, de son développement et de ses abords. »

— Adrien Spinetta, "Beaulieu, un ensemble pensé pour l'homme", Les Annales de l'Institut technique du bâtiment et des travaux publics, n°78, juin 1954, p.542.
Au départ conçue pour loger les classes moyennes que sont les fonctionnaires et les ouvriers qualifiés, la Muraille de Chine est construite en 1964 et accueille à partir des années 1970 de plus en plus de populations immigrées en même temps que se produit un mouvement de départ des classes moyennes vers les nouveaux lotissements en banlieue, aux habitations individuelles.
À l'instar des autres ZUP en France, la construction de cet immeuble et de tous ceux construits dans le quartier de Beaulieu est considérée comme un échec de la politique publique du logement, ayant favorisé la ghettoïsation des populations pauvres et immigrées.

## Monument
Le bâtiment comprend 16 étages, mesure 270 mètres de long sur 48 mètres de haut pour 450 logements. Ce n'est pas, contrairement aux rumeurs, le plus grand bâtiment d'habitation de toute l'Europe à l'époque de sa construction. En effet sont construites en 1959 dans le quartier du Haut du Lièvre à Nancy deux barres géantes : le Cèdre bleu (410 mètres, 15 étages , 903 logements) et le Tilleul argenté (300 mètres, 17 étages, 716 logements). 
Il subit une réhabilitation en 1985. 
L'opinion sur l'immeuble se dégrade pourtant progressivement, et sa vision même à l'arrivée par le sud à Saint-Étienne fait débat dans les années 1990 : pour le journal local La Tribune Le Progrès, « cette Muraille-là n'est pas visitée par les touristes. Elle défigure le paysage. » Pour l'adjoint au maire Georges Ziegler « ce n'est pas une architecture du beau » et pour le maire Michel Thiollière c'est « une aberration urbanistique ». De plus, malgré les tentatives de rendre le bâtiment attractif, la moitié des logements sont vacants. 
La Muraille de Chine est donc détruite par dynamitage, au moyen de 700 kilos d'explosifs le 27 mai 2000 à 13h. C'est le plus grand bâtiment d'Europe ainsi détruit. Cette destruction ne fait pas l'unanimité chez les anciens locataires, certains jugeant la mesure trop radicale. 

## Après la destruction
Une clinique privée, le Centre hospitalier privé de la Loire (CHPL), devenu Hôpital privé de la Loire (HPL) en 2009, construite à l'emplacement de la Muraille de Chine, ouvre au public en 2005. Elle est issue du regroupement de trois cliniques stéphanoises : la Clinique de la Jomayère, la Polyclinique de Beaulieu et la Clinique Michelet. Ce nouvel ensemble est la plus grande structure privée de la région Rhône-Alpes.
La cheminée bleue de la chaufferie de l'immeuble est toujours en place et visible de loin.